# Мегакл (сын Алкмеона)
Мегакл (др.-греч. Μεγακλῆς) — афинский политический деятель VI века до н. э.
Сын Алкмеона, глава рода Алкмеонидов.
Между 575 и 571 до н. э. участвовал в знаменитом сватовстве к дочери сикионского тирана Клисфена Агаристе, и получил её руку после неудачи своего главного соперника Гиппоклида.
В середине VI века до н. э., в период обострения политической борьбы в Афинах, возглавлял группировку паралиев («прибрежных»), боровшихся за власть с педиеями («равнинными») и диакриями («горными»).
По мнению Аристотеля, сторонники Мегакла добивались «среднего образа правления», то есть стремились к созданию либерально-аристократического режима. В 561/560 до н. э. вождь демократической группировки Писистрат произвел переворот и установил свою первую тиранию. Это привело к объединению Мегакла с лидером олигархической партии педиеев Ликургом, и совместными силами они через несколько лет изгнали тирана.
Между победителями началась борьба за власть и через некоторое время Мегакл, потерпев поражение, был вынужден заключить соглашение с Писистратом и содействовать установлению его второй тирании. Союз Алкмеонидов и Писистратидов был скреплен браком между тираном и дочерью Мегакла Кесирой, но продержался он недолго.
Писистрат, уже имевший взрослых сыновей, не собирался обзаводиться потомством от новой жены, выставляя в качестве предлога проклятье, тяготевшее над родом Алкмеонидов. Когда стало известно, что муж «общался с ней неестественным способом», Мегакл в гневе порвал с ним отношения, примирился со своими сторонниками, которые, вероятно, отошли от него из-за союза с тираном, и вынудил Писистрата около 556 до н. э. снова уйти в изгнание.
О дальнейшей политической деятельности Мегакла ничего не известно, так как в рассказах античных авторов о возвращении Писистрата около 546 до н. э., битве при Паллениде и установлении третьей тирании не упоминаются имена политических лидеров Афин того времени.
Считается, что Алкмеониды были изгнаны, а по возвращении после 527 до н. э. во главе рода уже стоял сын Мегакла Клисфен. Вероятно, Мегакл умер вскоре после эмиграции.
Предположительно, после возвращения в Афины неизвестная по имени дочь Мегакла была выдана за Арифрона из рода Бузигов, и около 526 до н. э. в этом браке родился отец Перикла Ксантипп
По сообщению античного схолиаста, Мегакл трижды одерживал победу на Олимпийских играх в гонках колесниц, однако, исследователи считают эти сведения результатом ошибки, так как они выглядят дублетом трех олимпийских побед Кимона Старшего, и Пиндар упоминает только об одном олимпийском успехе Алкмеонидов. Возможно, Мегакл был победителем Истмийских игр.